# Иван Хаджипетров
Иван Хаджипетров (остаряло Иван Хаджи Петров и Иван х. Петров) е български индустриалец, политик, кмет на Бургас и министър на финансите на Източна Румелия. Хаджипетров взима участие в борбата за църковна независимост. Той е един от основателите и пръв председател на Бургаската Търговска камара. Владеел е писмено френски, гръцки и турски език.

## Биография
Иван Хаджипетров е роден в Котел, а семейството е имало в Добруджа 5 къшли и 2 чифлика. Хаджипетров завърва в Цариград курса на гръцко търговско училище. Там се включва в борбата за българска църковна независимост. След завършването Хаджипетров се установява в Бургас, което е най-важното пристанище за износ на продукти от днешните български земи. В Бургас през 1872 година той основава мелница. По времето на Освободителната война (1877-78) семейството му е разорено, като добитъка им е конфискуван за нуждите на османската войска.
След Освобждението Хаджипетров е първия окръжен управител (префект) на Бургаския департамента в Източна Румелия. По-късно е избран за депутат в Областното събрание и две години е министър на финансите на областта. След Съединението Хаджипетров е член на делегация от Източна Румелия при турския султан, за признаване му. На първите общобългарски избори през 1886 година Хаджипетров е избран от Котел депутат в Народното събрание.
През 1884 година основава Големите български мелници със седалище в Париж, а през 1898 година в нейния клон в Бургас заработва парна мелница с производство 15 тона брашно, двигателна сила 120 конски сили. Производството в Бургас по-късно е увеличено чрез парни машини с двигателна сила на мелницата 400 конски сили и денонощно производство на 120 тона брашно, а Големите български мелници се превръщат в най-големите мелници на Балканския полуостров с пласмент на тогава реномираните български брашна в Цариград, Пирея, Египет, Порт Саид и Егейските острови.

## Семейство
Иван Хаджипетров е наследник на известния котленски род на хаджи Петър х. Матеев и женен за котленката Ганка Иванова Хаджипетрова. През 1914 гододина за възпоменание на покойния си съпруг, тя основава благодетелен дом в Бургас с название „Ганка и Иван х. Петрови“. Зданието е масивно и запазено и до днес, вляво от катедралата Св. св. Кирил и Методий. То е застроено върху 219 m², двуетажно с 22 стаи и един голям салон, дворно място от 719 кв. м и е едно първите сиропиталища в Бургас. От наемите на втория етаж на зданието да се издържат „Безплатни ученически трапезарии“ в града. Зданието е подарено на благотворително дружество „Добрият Самарянин“. В трапезарията се хранят около 200 ученика и ученички от основните и прогимназиалните училища с годишен бюджет 70 000 лв. В нейна чест по-късно се кръщава централния площад Баба Ганка. Стефан Хаджипетров индустриалец, политик и кмет на Бургас от 21 май до 11 юли 1916 е техен син.